# Akvaterarij
Akvaterarij (iz latinščine aqua voda in terra zemlja) je vrsta akvarija, ki je namenjen za življenje dvoživk. Za razliko od akvarija ima akvaterarij tudi kopenski del. Primeren je za želve, kuščarje, kače, žabe,...